# 初瀬亮
初瀬 亮（はつせ りょう、1997年7月10日 - ）は、大阪府岸和田市出身のプロサッカー選手。Jリーグ・ガンバ大阪所属。ポジションはディフェンダー（サイドバック）。元日本代表。

## 来歴

### プロ入り前
中学時代にだんじり祭に専念するか迷った末にガンバ大阪のアカデミーに所属。ジュニアユース加入時は中盤の選手だったが、中学1年の夏から左サイドバックに転向した。ジュニアユースでは、2012年に史上初となるU-15年代全国3冠を達成した。2015年シーズンは第2種トップ可登録選手としてトップチームに帯同、天皇杯の準決勝、決勝にベンチ入りした。2015年11月24日、2016年シーズンからのトップチーム昇格内定が発表された（同期昇格は高木彰人、市丸瑞希、堂安律）。

### ガンバ大阪
2016年、市立吹田サッカースタジアムのこけら落としマッチとなった2016年2月14日の「Panasonic Cup」名古屋グランパス戦にて、ユースからの昇格1年目ながら右サイドバックの先発メンバーに抜擢された。3月6日、J1第2節ヴァンフォーレ甲府戦でJ1リーグ初出場、長沢駿の決勝ゴールをアシストした。5月14日、ACL第6節のメルボルン・ビクトリー戦でプロA契約を満たしたことが発表された。1年目はJ1で5試合にとどまったが、U-23チームで15試合に出場した。
2017年2月22日、ACL第1節のアデレード・ユナイテッドFC戦では後半途中から投入され、本職ではないインサイドハーフとして出場した。3月5日、J1第2節の柏レイソル戦では今季初先発を飾ると、長沢駿の2得点目をアシストした。6月21日、天皇杯2回戦のヴェルスパ大分戦でプロ初得点を決めた。10月29日、第29節のベガルタ仙台戦ではCKから長沢駿の得点をアシストして、公式戦4試合連続のアシストを記録した。

### ヴィッセル神戸
2019年、ヴィッセル神戸に完全移籍。2月1日、アメリカ遠征中に行われたロサンゼルスFCとのプレシーズンマッチで、FKを直接決め、移籍後初ゴールを挙げた。J1リーグ戦では開幕から左サイドバックでスタメン出場していたが、守備面での脆さが目立ち、左サイドで縦関係を組むルーカス・ポドルスキに怒られる事も度々であった。夏に酒井高徳が加入したことでポジションを失い、9月5日、J2のアビスパ福岡に育成型期限付き移籍。シーズン終了後に神戸に復帰。
2022年4月2日、第6節の京都サンガF.C.戦でJ1リーグ初得点を決めた。
2023年は、左サイドバックでレギュラーを掴み、リーグ戦33試合1得点8アシストを記録するなど、クラブのJ1リーグ初優勝に貢献した。

### シェフィールド・ウェンズデイFC
2025年2月6日、EFLチャンピオンシップのシェフィールド・ウェンズデイFCに完全移籍。2025年5月15日、契約満了で退団。

### 日本代表
2016年、AFC U-19選手権に出場するU-19日本代表メンバーに選出される。準決勝のベトナム戦では左サイドバックとして先発出場し、セットプレーのキッカーとして2得点に絡む活躍を見せた。2017年11月29日、EAFF E-1フットボールチャンピオンシップ2017に向けた国内組のみで構成された日本代表に初招集された。

## プレースタイル
・元々は右利きながら、「小学生の頃、中村俊輔選手に憧れて左足ばかり練習していた」ため両足を使いこなせる。コーナーキック等では左足でボールを蹴ることが多い。本職は左サイドバックだが、右サイドバックとしてもプレーする。

## 所属クラブ
- 2006年 - 2009年 アンドリュースFC（岸和田市立修斉小学校）
- 2010年 - 2012年 ガンバ大阪ジュニアユース
- 2013年 - 2015年 ガンバ大阪ユース（追手門学院高校）
  - 2015年 ガンバ大阪（2種登録選手）
- 2016年 - 2018年  ガンバ大阪
- 2019年 - 2024年  ヴィッセル神戸
  - 2019年9月 - 同年12月  アビスパ福岡（期限付き移籍）
- 2025年  シェフィールド・ウェンズデイFC
- 2025年 -  ガンバ大阪

## 個人成績
| 国内大会個人成績 | 国内大会個人成績 | 国内大会個人成績 | 国内大会個人成績      | 国内大会個人成績 | 国内大会個人成績 | 国内大会個人成績 | 国内大会個人成績 | 国内大会個人成績 | 国内大会個人成績 | 国内大会個人成績 | 国内大会個人成績 |
| 年度             | クラブ           | 背番号           | リーグ                | リーグ戦         | リーグ戦         | リーグ杯         | リーグ杯         | オープン杯       | オープン杯       | 期間通算         | 期間通算         |
| 年度             | クラブ           | 背番号           | リーグ                | 出場             | 得点             | 出場             | 得点             | 出場             | 得点             | 出場             | 得点             |
| 日本             | 日本             | 日本             | 日本                  | リーグ戦         | リーグ戦         | リーグ杯         | リーグ杯         | 天皇杯           | 天皇杯           | 期間通算         | 期間通算         |
| ---------------- | ---------------- | ---------------- | --------------------- | ---------------- | ---------------- | ---------------- | ---------------- | ---------------- | ---------------- | ---------------- | ---------------- |
| 2016             | G大阪            | 35               | J1                    | 5                | 0                | 0                | 0                | 1                | 0                | 6                | 0                |
| 2017             | G大阪            | 35               | J1                    | 19               | 0                | 2                | 0                | 3                | 1                | 24               | 1                |
| 2018             | G大阪            | 6                | J1                    | 10               | 0                | 5                | 0                | 0                | 0                | 15               | 0                |
| 2019             | 神戸             | 19               | J1                    | 17               | 0                | 1                | 0                | 0                | 0                | 18               | 0                |
| 2019             | 福岡             | 35               | J2                    | 9                | 0                | -                | -                | -                | -                | 9                | 0                |
| 2020             | 神戸             | 19               | J1                    | 16               | 0                | 0                | 0                | -                | -                | 16               | 0                |
| 2021             | 神戸             | 19               | J1                    | 33               | 0                | 8                | 0                | 3                | 0                | 44               | 0                |
| 2022             | 神戸             | 19               | J1                    | 17               | 1                | 2                | 0                | 4                | 2                | 23               | 3                |
| 2023             | 神戸             | 19               | J1                    | 33               | 1                | 2                | 0                | 4                | 0                | 39               | 1                |
| 2024             | 神戸             | 19               | J1                    | 35               | 0                | 2                | 0                | 4                | 0                | 41               | 0                |
| イングランド     | イングランド     | イングランド     | イングランド          | リーグ戦         | リーグ戦         | FLカップ         | FLカップ         | FAカップ         | FAカップ         | 期間通算         | 期間通算         |
| 2024-25          | シェフィールドW  | 28               | EFL                   | 6                | 0                | -                | -                | -                | -                | 6                | 0                |
| 日本             | 日本             | 日本             | 日本                  | リーグ戦         | リーグ戦         | リーグ杯         | リーグ杯         | 天皇杯           | 天皇杯           | 期間通算         | 期間通算         |
| 2025             | G大阪            | 21               | J1                    |                  |                  | -                | -                | -                | -                |                  |                  |
| 通算             | 日本             | 日本             | J1                    | 185              | 2                | 22               | 0                | 19               | 3                | 226              | 5                |
| 通算             | 日本             | 日本             | J2                    | 9                | 0                | -                | -                | 0                | 0                | 9                | 0                |
| 通算             | イングランド     | イングランド     | EFLチャンピオンシップ | 6                | 0                | -                | -                | -                | -                | 6                | 0                |
| 総通算           | 総通算           | 総通算           | 総通算                | 200              | 2                | 22               | 0                | 19               | 3                | 231              | 4                |

| 2016   | G大23  | 35     | J3     | 15 | 0 | 15 | 0 |
| 2018   | G大23  | 6      | J3     | 10 | 0 | 10 | 0 |
| 通算   | 日本   | 日本   | J3     | 25 | 0 | 25 | 0 |
| 総通算 | 総通算 | 総通算 | 総通算 | 25 | 0 | 25 | 0 |

| 国際大会個人成績 | 国際大会個人成績 | 国際大会個人成績 | 国際大会個人成績 | 国際大会個人成績 |
| 年度             | クラブ           | 背番号           | 出場             | 得点             |
| AFC              | AFC              | AFC              | ACL              | ACL              |
| ---------------- | ---------------- | ---------------- | ---------------- | ---------------- |
| 2016             | G大阪            | 35               | 1                | 0                |
| 2017             | G大阪            | 35               | 2                | 0                |
| 2020             | 神戸             | 19               | 3                | 0                |
| 2022             | 神戸             | 19               | 3                | 0                |
| 2024-25          | 神戸             | 19               | 4                | 0                |
| 2025/26/2        | G大阪            | 21               |                  |                  |
| 通算             | AFC              | AFC              | 13               | 0                |

その他の国際公式戦
- 2022年
  - AFCチャンピオンズリーグ・プレーオフ 1試合0得点

- Jリーグ初出場 - 2016年3月6日 J1.1st第2節 vsヴァンフォーレ甲府（山梨中銀スタジアム）
- 公式戦初得点 - 2017年6月21日 天皇杯2回戦 vsヴェルスパ大分（市立吹田サッカースタジアム）
- Jリーグ初得点 - 2022年4月2日 J1第6節 vs京都サンガF.C.（ノエビアスタジアム神戸）

## タイトル

### クラブ
ガンバ大阪ジュニアユース
- 関西サンライズリーグ：3回（2010年、2011年、2012年）
- JFAプレミアカップ：1回（2012年）
- 日本クラブユースサッカー選手権：1回（2012年）
- 高円宮杯 JFA 全日本U-15サッカー選手権大会：1回（2012年）

ガンバ大阪ユース
- 高円宮杯 JFA U-18サッカープレミアリーグ：1回（2015年）

ヴィッセル神戸
- J1リーグ：2回（2023年、2024年）
- 天皇杯 JFA 全日本サッカー選手権大会：1回（2024年）
- FUJI XEROX SUPER CUP：1回（2020年）

### 代表
U-19日本代表
- AFC U-19選手権2016：1回（2016年）

## 代表歴
- U-19日本代表
  - バーレーンU-19カップ（2016年）
  - AFC U-19選手権2016（2016年）
- U-20日本代表
  - ドイツ遠征（2017年）
  - 2017 FIFA U-20ワールドカップ（2017年）
- U-21日本代表
  - AFC U-23選手権（2018年）
  - スポーツ・フォー・トゥモロー（SFT）プログラム 南米・日本U-21サッカー交流（2018年）
  - トゥーロン国際大会（2018年）
  - アジア競技大会（2018年）
- 日本代表
  - EAFF E-1フットボールチャンピオンシップ2017（2017年）